# Second Division 1998-1999
La Football League Second Division 1998-1999 è stato il 72º campionato inglese di calcio di terza divisione, nonché il 7º con la denominazione di Second Division.

## Squadre partecipanti
| Squadra           | Città                           | Stadio              | Stagione precedente                                     |
| ----------------- | ------------------------------- | ------------------- | ------------------------------------------------------- |
| Blackpool         | Blackpool                       | Bloomfield Road     | 12º posto in Football League Second Division            |
| Bournemouth       | Bournemouth                     | Dean Court          | 9º posto in Football League Second Division             |
| Bristol Rovers    | Bristol                         | Memorial Stadium    | 5º posto in Football League Second Division             |
| Burnley           | Burnley                         | Turf Moor           | 20º posto in Football League Second Division            |
| Chesterfield      | Chesterfield                    | Saltergate          | 10º posto in Football League Second Division            |
| Colchester United | Colchester                      | Layer Road          | 4º posto in Football League Third Division, promosso    |
| Fulham            | Londra (Hammersmith and Fulham) | Craven Cottage      | 6º posto in Football League Second Division             |
| Gillingham        | Gillingham                      | Priestfield Stadium | 8º posto in Football League Second Division             |
| Lincoln City      | Lincoln                         | Sincil Bank         | 3º posto in Football League Third Division, promosso    |
| Luton Town        | Luton                           | Kenilworth Road     | 17º posto in Football League Second Division            |
| Macclesfield Town | Macclesfield                    | Moss Rose           | 2º posto in Football League Third Division, promosso    |
| Manchester City   | Manchester                      | Maine Road          | 22º posto in Football League First Division, retrocesso |
| Millwall          | Londra (Bermondsey)             | The Den             | 18º posto in Football League Second Division            |
| Northampton Town  | Northampton                     | Sixfields Stadium   | 4º posto in Football League Second Division             |
| Notts County      | Nottingham                      | Meadow Lane         | 1º posto in Football League Third Division, promosso    |
| Oldham Athletic   | Oldham                          | Boundary Park       | 13º posto in Football League Second Division            |
| Preston North End | Preston                         | Deepdale            | 15º posto in Football League Second Division            |
| Reading           | Reading                         | Madejski Stadium    | 24º posto in Football League First Division, retrocesso |
| Stoke City        | Stoke on Trent                  | Britannia Stadium   | 23º posto in Football League First Division, retrocesso |
| Walsall           | Walsall                         | Bescot Stadium      | 19º posto in Football League Second Division            |
| Wigan Athletic    | Wigan                           | Springfield Park    | 11º posto in Football League Second Division            |
| Wrexham           | Wrexham                         | Racecourse Ground   | 7º posto in Football League Second Division             |
| Wycombe Wanderers | High Wycombe                    | Adams Park          | 14º posto in Football League Second Division            |
| York City         | York                            | Bootham Crescent    | 16º posto in Football League Second Division            |

## Classifica finale
|  | Pos. | Squadra           | Pt  | G  | V  | N  | P  | GF | GS | DR  |
|  | ---- | ----------------- | --- | -- | -- | -- | -- | -- | -- | --- |
|  | 1    | Fulham            | 101 | 46 | 31 | 8  | 7  | 79 | 32 | +47 |
|  | 2    | Walsall           | 87  | 46 | 26 | 9  | 11 | 63 | 47 | +16 |
|  | 3    | Manchester City   | 82  | 46 | 22 | 16 | 8  | 69 | 33 | +36 |
|  | 4    | Gillingham        | 80  | 46 | 22 | 14 | 10 | 75 | 44 | +31 |
|  | 5    | Preston N.E.      | 79  | 46 | 22 | 13 | 11 | 78 | 50 | +28 |
|  | 6    | Wigan             | 76  | 46 | 22 | 10 | 14 | 75 | 48 | +27 |
|  | 7    | Bournemouth       | 76  | 46 | 21 | 13 | 12 | 63 | 41 | +22 |
|  | 8    | Stoke City        | 69  | 46 | 21 | 6  | 19 | 59 | 63 | –4  |
|  | 9    | Chesterfield      | 64  | 46 | 17 | 13 | 16 | 46 | 44 | +2  |
|  | 10   | Millwall          | 62  | 46 | 17 | 11 | 18 | 52 | 59 | –7  |
|  | 11   | Reading           | 61  | 46 | 16 | 13 | 17 | 54 | 63 | –9  |
|  | 12   | Luton Town        | 58  | 46 | 16 | 10 | 20 | 51 | 60 | –9  |
|  | 13   | Bristol Rovers    | 56  | 46 | 13 | 17 | 16 | 65 | 56 | +9  |
|  | 14   | Blackpool         | 56  | 46 | 14 | 14 | 18 | 44 | 54 | –10 |
|  | 15   | Burnley           | 55  | 46 | 13 | 16 | 17 | 54 | 73 | –19 |
|  | 16   | Notts County      | 54  | 46 | 14 | 12 | 20 | 52 | 61 | –9  |
|  | 17   | Wrexham           | 53  | 46 | 13 | 14 | 19 | 43 | 62 | –19 |
|  | 18   | Colchester Utd    | 52  | 46 | 12 | 16 | 18 | 52 | 70 | –18 |
|  | 19   | Wycombe           | 51  | 46 | 13 | 12 | 21 | 52 | 58 | –6  |
|  | 20   | Oldham Athletic   | 51  | 46 | 14 | 9  | 23 | 48 | 66 | –18 |
|  | 21   | York City         | 50  | 46 | 13 | 11 | 22 | 56 | 80 | –24 |
|  | 22   | Northampton Town  | 48  | 46 | 10 | 18 | 18 | 43 | 57 | –14 |
|  | 23   | Lincoln City      | 46  | 46 | 13 | 7  | 26 | 42 | 74 | –32 |
|  | 24   | Macclesfield Town | 43  | 46 | 11 | 10 | 25 | 43 | 63 | –20 |

Legenda:
      Promosso in Football League First Division 1999-2000.
  Ammesso ai play-off.
      Retrocesso in Football League Third Division 1999-2000.
Regolamento:
Tre punti a vittoria, uno a pareggio, zero a sconfitta.
In caso di arrivo di due o più squadre a pari punti, la graduatoria verrà stilata secondo i seguenti criteri:
- maggior numero di gol segnati
- differenza reti

Note:

Wigan Athletic qualificato ai play off in virtù del maggior numero di gol segnati rispetto al Bournemouth.

## Spareggi

### Play-off

#### Tabellone
|  | Semifinali | Semifinali      | Semifinali | Semifinali | Semifinali |  |  | Finale                    | Finale                    | Finale |  |
|  |            |                 |            |            |            |  |  |                           |                           |        |  |
|  | 6          | Wigan           | 1          | 0          | 1          |  |  |                           |                           |        |  |
|  | 3          | Manchester City | 1          | 1          | 2          |  |  | Manchester City (3-1 dcr) | Manchester City (3-1 dcr) | 2      |  |
|  | 5          | Preston N.E.    | 1          | 0          | 1          |  |  | Gillingham                | Gillingham                | 2      |  |
|  | 4          | Gillingham      | 1          | 1          | 2          |  |  |                           |                           |        |  |

#### Semifinali
|                   | Risultati |                   | Luogo e data               |
| ----------------- | --------- | ----------------- | -------------------------- |
| Wigan Athletic    | 1-1       | Manchester City   | Wigan, 15 maggio 1999      |
| Manchester City   | 1-0       | Wigan Athletic    | Manchester, 19 maggio 1999 |
|                   |           |                   |                            |
| Preston North End | 1-1       | Gillingham        | Preston, 16 maggio 1999    |
| Gillingham        | 1-0       | Preston North End | Gillingham, 19 maggio 1999 |
|                   |           |                   |                            |

#### Finale
|                 | Risultato     |            | Luogo e data                             |
| --------------- | ------------- | ---------- | ---------------------------------------- |
| Manchester City | 2-2 (3-1 dcr) | Gillingham | Londra (Wembley Stadium), 30 maggio 1999 |
|                 |               |            |                                          |